# Jinder Mahal

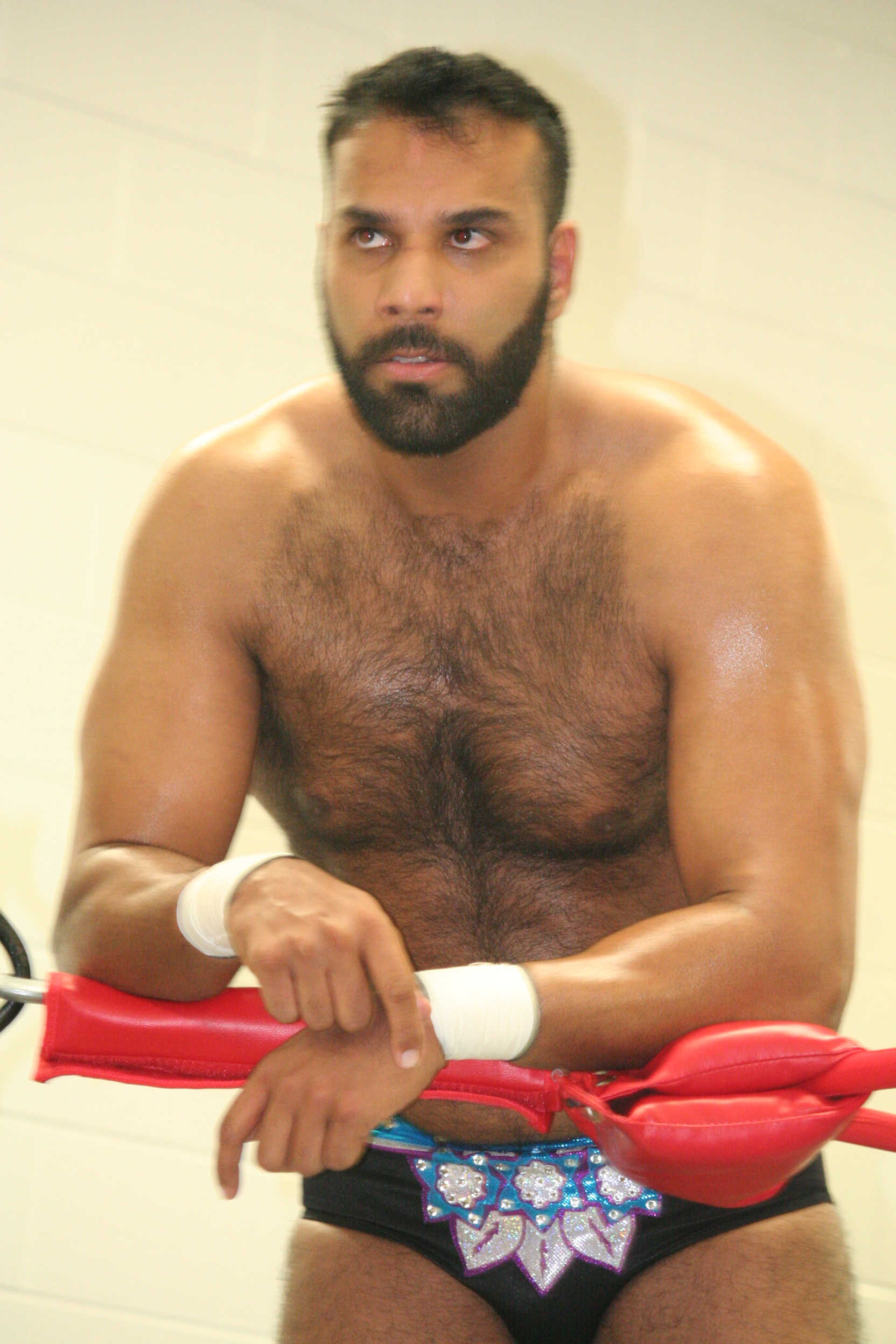
Jinder Mahal, 2015

Yuvraj Singh Dhesi (Calgary, 1986. július 19. –) indiai származású kanadai profi birkózó, profi pankrátor. 2010 és 2014, illetve 2016 és 2024 között  a WWE-vel állt szerződésben. Karrierje legnagyobb sikere, hogy 2017 májusában  Randy Orton-t legyőzve elnyerte a WWE Bajnoki címet. 

## Profi pankrátor karrier
Dhesi 2002-ben a Premier Martial Arts Wrestling (PMW) nevű szervezetnél kezdte karrierjét, majd a Stampede Wrestlinghez került, ahol több csapatbajnoki címet is nyert unokatestvérével, Gama Singh Jr.-al. 2008 és 2010 között PWA nehézsúlyú bajnok volt, majd Floridába utazott, ahol a WWE fejlesztési területéhez, a Florida Championship Wrestling (FCW)-hez került. A WWE-nél 2011. április 29-én debütált a SmackDown nevű adáson, Jinder Mahal néven. A Nagy Khali ellen több hónapon át rivalizált, majd Ted DiBiase-t és Ryback-et vette célkeresztbe. 2012-ben, amikor a WWE az FCX fejlesztési területét NXT-be helyezte át, Mahal elkezdett megjelenni az újraindított NXT-ben, ahol győztes sorozatot indított el többféle birkózó legyőzésével, többek között Derrick Bateman és Percy Watson ellen. A SmackDown szeptember 21-i epizódjában Mahal és Drew McIntyre beavatkozott Heath Slater Brodus Clay elleni mérkőzésébe, melynek eredményeként Mahal, Slater és McIntyre szövetségét kötött, s megalapították a "3MB" nevű csapatot. 2012 októberétől a 3MB számos győzelmet aratott, de a Tag Team bajnoki címet nem tudták megszerezni. 2014 júniusában a WWE felbontotta a szerződését.
Kis kihagyást követően 2016. július 27-én bejelentették, hogy Dhesi újra aláírta a szerződését a WWE-vel, Jinder Mahal néven. Második futása során sokkal izmosabban és sportosabb állapotban volt, sokan ennek is tulajdonítják a sikereit, többek között, hogy 2017 májusában elnyerte Randy Orton-tól a WWE bajnoki címet. Ezzel ő lett az 50. WWE bajnok és az első indiai származású birkózó, aki megnyeri ezt a címet. A bajnoki címet 170 napig őrizte meg, és olyanok ellen védett címet, mint Randy Orton vagy Shinsuke Nakamura. A bajnoki öv  végül a SmackDown Live november 7-i epizódján cserélt gazdát, ahol AJ Styles legyőzte őt, véget vetve uralkodásának. 2018 áprilisában a WrestleMania 34-en egy felnégyeléses meccsen legyőzte Randy Orton-t, Bobby Roode-t, és Rusev-et, megszerezve  WWE Egyesült Államok bajnoki övet. Pár nappal később, április 16-án a RAW-n elveszítette a címet, Jeff Hardy ellen. Ezt követően Mahalt elkerülték a jelentősebb sikerek.
2019 júniusa és 2020 áprilisa között sérülés miatt inaktív volt, majd pár meccset követően 2020 májusától 2021 májusáig ismét sérüléssel bajlódott. 2021, 2022 és 2023 során sem alkotott.
2024 januárjában a Raw: Day One-on tért vissza, ahol a The Rockkal volt közös szegmense, és széles körben elismerést váltott ki. A január 8-ai Raw epizódban bejelentették, hogy január 15-én címmeccset kap az akkori világbajnok, Seth Rollins ellen. A hír hallatán Tony Khan, a rivális All Elite Wrestling igazgatója beszólt Mahalnak, kettejük csörtéjének, a Rollins elleni címmecsnek, továbbá a Rock elleni szegmensnek köszönhetően Mahal újra reflektorfénybe került. 2024 január 15-én végül elbukott Rollins-al szemben.
2024 áprilisában a WWE felbontotta a szerződését, azóta kisebb, független szervezeteknél lép fel, ahol több címet is nyert.

## Eredményei
All-Star Wrestling
- ASW Tag Team Championship (1x) – Csapattársa: Gama Singh Jr.

Prairie Wrestling Alliance
- PWA Canadian Tag Team Championship (1x) – Csapattársa: Gama Singh Jr.
- PWA Heavyweight Championship (2x)

Pro Wrestling Illustrated
- PWI rank: 148. hey a PWI Top 500 pankrátor kategóriájában, 2013-ban.

Stampede Wrestling
- Stampede Wrestling International Tag Team Championship (2x) – Csapattársa: Gama Singh Jr.

WWE
- WWE Championship (1x) – 2017.05.21.: Legyőzte Randy Orton-t a Backlash-en.
- WWE United States Championship  (1x) – 2018.04.08.: Legyőzte Randy Orton-t, Bobby Roode-t, és Rusev-et a WrestleMania 34-en.

## Bevonuló zenéi
- Jim Johnston – Main Yash Hun (WWE; 2011. április 29-től – 2012. október 19-ig)
- Jim Johnston – One Man Band (2012. szeptember 21.– 2012. október 19.; 3MB nevű csapat tagjaként)
- Jim Johnston és TB5 – More Than One Man (2012. október 25. – 2014. június 12., 2016. augusztus 1.; 3MB nevű csapat tagjaként)
- Diljit Singh – Panga Paijave (IGF)
- Jim Johnston – Sher (Lion) (2016. augusztus 15-től – 2024)

## Magánélete
Dhesi a Calgary Egyetem üzleti kommunikációs és kulturális szakán diplomázott. Unokaöccse Gama Singh, aki a Stampede Wrestling híres pankrátora. Dhesi pandzsábi, hindi és angol nyelven beszél.

## Fordítás
Ez a szócikk részben vagy egészben  a   Jinder_Mahal című angol Wikipédia-szócikk fordításán alapul.  Az eredeti cikk szerkesztőit annak laptörténete sorolja fel. Ez a jelzés csupán a megfogalmazás eredetét és a szerzői jogokat jelzi, nem szolgál a cikkben szereplő információk forrásmegjelöléseként.